# Власов Віталій Сергійович
Власов Віталій Сергійович (нар. 21 січня 1969 — пом. 4 липня 2019) — український педагог, науковець, автор підручників з історії України, старший науковий співробітник лабораторії суспільствознавчої освіти Інституту педагогіки НАПН України, доцент кафедри методики навчання суспільних дисциплін та гендерної освіти Інституту історичної освіти Національного педагогічного університету імені М. П. Драгоманова, кандидат педагогічних наук.

## Біографія
Від 2002 р. до квітня 2010 р. — головний редактор журналу «Історія в школах України», від 2011 р. — головний редактор журналу «Історія і суспільствознавство в школах України: теорія та методика навчання».

## Творче надбання
В.Власов — автор підручників з історії України для 5, 7, 8 класів, які пройшли апробацію й отримали гриф Міністерства освіти і науки України «Затверджено». Підручники для 5 та 8 класу надруковані масовим тиражем у 2003, 2008 та 2016 рр. (8 клас) та 2005 р., 2010 р. (5 клас).
Коло наукових інтересів — методика навчання історії, зміст шкільного курсу «Історія України», проблеми підручникотворення.
Також, Віталій Сергійович працював вчителем географії та історії Київської спеціалізованої школи «Тріумф» з поглибленим вивченням іноземних мов.
Автор близько 100 публікацій, серед яких підручники, зошити, методичні посібники для учнів та вчителів.

## Перелік публікацій
- Власов Віталій Сергійович Методика тематичного контролю навчальних досягнень учнів 5-7 класів з історії України [Текст]: дис… канд. пед. наук: 13.00.02 / Власов Віталій Сергійович ; АПН України, Ін-т педагогіки. — К., 2007. — 245 арк. — Бібліогр.: арк. 181—197.
- Власов, Віталій Сергійович. Історія України [Текст]: підручник для 8 кл. загальноосвітніх навчальних закладів / В. С. Власов; За ред. Ю. А. Мицика. — К. : Абрис, 1999. — 288 с. : іл. — ISBN 966-531-075-5
- Власов Віталій Сергійович. Історія України. 8 клас [Текст]: навчальний посібник / В. С. Власов; За ред. Ю. А. Мицика. — К. : А. С. К., 2000. — 256 с. : іл. — ISBN 966-539-258-1 (в пер.)
- Власов, Віталій Сергійович. Історія України [Текст]: підручник для 7-го кл. загальноосвітніх навчальних закладів / В. С. Власов; За ред. Ю. А. Мицика. — К. : Генеза, 2005. — 280 с. : іл, карти. — ISBN 966-504-337-4
- Мицик Юрій Андрійович. Історія України [Текст]: навчальний посібник для старшокласників / Ю. А. Мицик, О. Г. Бажан, В. С. Власов. — К. : Києво-Могилянська Академія, 2005. — 576 с. — ISBN 966-518-332-Х
- Мицик Юрій Андрійович. Історія України: З найдавніших часів до кінця XVIII ст. [Текст]: посібник для вступників до вищих навчальних закладів. Ч. 1 / Ю. А. Мицик, В. С. Власов ; Національний університет «Києво-Могилянська Академія». — К. : КМ Академія, 2001. — 208 с. — (Праці викладачів НаУКМА). — Бібліогр.: с. 204. — ISBN 966-518-118-1
- Власов, Віталій Сергійович. Історія України. 7 клас: Експрес-опитування [Текст]: навчальний посібник / В. С. Власов. — К. : А. С. К., 2005. — 48 с. — ISBN 966-319-097-3
- Кульчицький Станіслав Владиславович. Історія України: повний курс підготовки для вступу до вищих навчальних закладів [Текст]: довідник для абітурієнтів та школярів / С. В. Кульчицький, Ю. А. Мицик, В. С. Власов. — К. : Літера ЛТД, 2010. — 528 с. — ISBN 978-966-7543-80-8
- Власов, Віталій Сергійович. Вступ до історії України. 5 клас [Текст]: Підручник для 5 класу загальноосвітніх навчальних закладів / В. С. Власов, О. М. Данилевська. — 2-ге, переробл. та доп. — К. : Генеза, 2010. — 208 с. : іл. — ISBN 978-966-11-0027-4
- Власов Віталій Сергійович. Історія України. 5 клас: (Вступ до історії) [Текст]: Підручник для 5 класу загальноосвітніх навчальних закладів / В. С. Власов. — К. : Генеза, 2013. — 256 с. — ISBN 978-966-11-0263-6
- Бандровський Олександр Генріхович. Всесвітня історія. Історія України. 6 клас: [Текст]: Підручник для 6 класу загальноосвітніх навчальних закладів / О. Г. Бандровський, В. С. Власов. — К. : Генеза, 2014. — 272 с. — ISBN 978-966-11-0420-3